# Metropolitana de São Paulo
Metropolitana de São Paulo is een van de vijftien mesoregio's van de Braziliaanse deelstaat São Paulo. Zij grenst aan de mesoregio's Litoral Sul Paulista, Macro Metropolitana Paulista en Vale do Paraíba Paulista. De mesoregio heeft een oppervlakte van ca. 9.298 km². In 2025 werd het inwoneraantal geschat op 22.600.00. Daarmee behoort het tot de grootste agglomeraties ter wereld.
Zeven microregio's behoren tot deze mesoregio:
- Franco da Rocha
- Guarulhos
- Itapecerica da Serra
- Mogi das Cruzes
- Osasco
- Santos
- São Paulo

Mesoregio's: Araçatuba · Araraquara · Assis · Bauru · Campinas · Itapetininga · Litoral Sul Paulista · Macro Metropolitana Paulista · Marília · Metropolitana de São Paulo · Piracicaba · Presidente Prudente · Ribeirão Preto · São José do Rio Preto · Vale do Paraíba Paulista

Microregio's: Adamantina · Amparo · Andradina · Araçatuba · Araraquara · Assis · Auriflama · Avaré · Bananal · Barretos · Batatais · Bauru · Birigui · Botucatu · Bragança Paulista · Campinas · Campos do Jordão · Capão Bonito · Caraguatatuba · Catanduva · Dracena · Fernandópolis · Franca · Franco da Rocha · Guaratinguetá · Guarulhos · Itanhaém · Itapecerica da Serra · Itapetininga · Itapeva · Ituverava · Jaboticabal · Jales · Jaú · Jundiaí · Limeira · Lins · Marília · Mogi das Cruzes · Mogi-Mirim · Nhandeara · Novo Horizonte · Osasco · Ourinhos · Paraibuna e Paraitinga · Piedade · Piracicaba · Pirassununga · Presidente Prudente · Registro · Ribeirão Preto · Rio Claro · Santos · São Carlos · São João da Boa Vista · São Joaquim da Barra · São José do Rio Preto · São José dos Campos · São Paulo · Sorocaba · Tatuí · Tupã · Votuporanga